# Tapso (Bizacena)
Tapso era un'antica città portuale, probabilmente fondata dai Cartaginesi, nella regione della Bizacena, sul golfo di Gabès (nell'odierna Tunisia). Si trovava su un braccio di terra che separava una laguna salata dal mare aperto. La località ove essa sorgeva corrisponde all'attuale Ras Dimas (11°05' E, 36°62' N), nei pressi di Bekalta.
Tapso è celebre per la battaglia che vi si combatté nel 46 a.C. tra le truppe di Giulio Cesare e quelle dei seguaci di Pompeo, che vennero sconfitti (vedi Battaglia di Tapso).
All'epoca della cristianizzazione del Nordafrica, divenne sede vescovile. Se ne conosce solo un titolare, il vescovo Vigilio, che assisté ad un sinodo a Cartagine nel 484. Le rovine di Tapso comprendono i resti di un molo, delle fortificazioni, un anfiteatro e diverse cisterne; nei pressi si trova anche una necropoli punica.